# 羅絲瑪麗·德威特
罗丝玛丽·布拉多克·德威特（1971年10月26日—）是美国女演员。她在福斯电视连续剧《對峙》（2006–07）中饰演Emily Lehman，她还是2008年《瑞秋要出嫁》的主角，获得了多个奖项和最佳女配角提名。她出演翻拍自1982年同名电影的恐怖/惊悚片《鬼驅人》（2015）。